# Milford (Nueva York)
Milford es un pueblo ubicado en el condado de Otsego en el estado estadounidense de Nueva York. En el año 2000 tenía una población de 2,249 habitantes y una densidad poblacional de 24.6 personas por km².

## Geografía
Milford se encuentra ubicado en las coordenadas 42°35′24″N 74°56′49″O / 42.59000, -74.94694.

## Demografía
Según la Oficina del Censo en 2000 los ingresos medios por hogar en la localidad eran de $36,803 y los ingresos medios por familia eran $43,516. Los hombres tenían unos ingresos medios de $31,108 frente a los $23,015 para las mujeres. La renta per cápita para la localidad era de $17,722. Alrededor del 13.6% de la población estaban por debajo del umbral de pobreza.